# 格斯尼茨 (奥地利)
格斯尼茨（德語：Gößnitz）是奥地利施蒂利亚州沃茨伯格县的一个市镇。总面积31.03平方公里，总人口514人，人口密度16.6人/平方公里（2005年）。